# Hausbach (Losheim am See)
Hausbach ist einer von zwölf Ortsteilen der Gemeinde Losheim am See im saarländischen Landkreis Merzig-Wadern.

## Geschichte
Die Geschichte Hausbachs geht bis in die Römerzeit zurück, was auch ein römisches Gräberfeld und Fundamente von mehr als einem Dutzend Gebäuden römischer Siedler aus dem 3. Jahrhundert belegen. Früher betrieben die Einwohner vorwiegend Landwirtschaft. Mittelständische Unternehmen des Bausektors prägen das Wirtschaftsleben. 
Die Freiwillige Feuerwehr Hausbach wurde im Jahr 1910 gegründet und sorgt seitdem für den abwehrenden Brandschutz und die allgemeine Hilfe.
Am 1. Januar 1974 wurde die bis dahin eigenständige Gemeinde Hausbach in die Gemeinde Losheim eingegliedert. Zugleich kamen weitere elf ehemalige Ortschaften (Bachem, Bergen, Britten, Losheim, Mitlosheim, Niederlosheim, Rimlingen, Rissenthal, Scheiden, Wahlen, Waldhölzbach) in den Gemeindeverband.